# Fortress (jeu vidéo, 2001)
Pour les articles homonymes, voir Fortress.
Fortress est un jeu vidéo de réflexion et stratégie en temps réel, assimilable au genre du tower defense, développé par Pipe Dream Interactive et édité par Majesco Entertainment, sorti en 2001 sur Game Boy Advance.

## Accueil
- Jeuxvideo.com : 12/20[1]